# Liste der Wappen im Lahn-Dill-Kreis
Diese Liste zeigt die Wappen der Städte und Gemeinden sowie Wappen von ehemals selbstständigen Gemeinden und aufgelösten Landkreisen im Lahn-Dill-Kreis in Hessen.
In dieser Liste werden die Wappen mit dem Gemeindelink angezeigt.
Die Blasonierung der Wappen erfolgt, soweit vorhanden, auf der Seite der jeweiligen Gebietskörperschaft.

Wappen des Lahn-Dill-Kreises (Details)
Lage des Lahn-Dill-Kreises in Hessen
Lage des Lahn-Dill-Kreises in Deutschland

## Wappen der Stadt mit Sonderstatus im Lahn-Dill-Kreis

Kreisstadt Wetzlar

## Wappen der Städte und Gemeinden
- Stadt
Aßlar
- Gemeinde
Bischoffen
- Stadt
Braunfels
- Gemeinde
Breitscheid
- Gemeinde
Dietzhölztal
- Stadt
Dillenburg
- Gemeinde
Driedorf
- Gemeinde
Ehringshausen
- Gemeinde
Eschenburg
- Gemeinde
Greifenstein
- Stadt
Haiger
- Stadt
Herborn
- Gemeinde
Hohenahr[1]
- Gemeinde
Hüttenberg
- Gemeinde Lahnau
- Stadt
Leun
- Gemeinde
Mittenaar
- Gemeinde
Schöffengrund
- Gemeinde
Siegbach
- Gemeinde
Sinn
- Stadt
Solms
- Gemeinde
Waldsolms

## Wappen ehemaliger Städte und Gemeinden

Stadt Haiger Ortsteil Allendorf
Gemeinde Bischoffen Ortsteil Bischoffen
Stadt Braunfels Ortsteil Bonbaden
- Stadt Dillenburg
Ortsteil Donsbach
Gemeinde Hohenahr Ortsteil Erda[2]

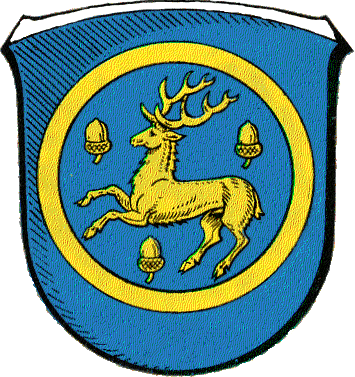
Stadt Wetzlar Ortsteil Garbenheim
Gemeinde Bischoffen Ortsteil Bischoffen
Stadt Wetzlar Ortsteil Hermannstein
- Stadt Lahn
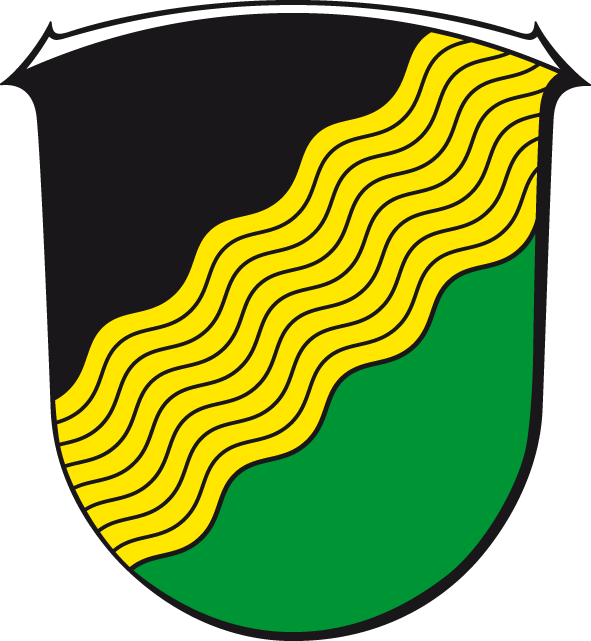
Stadt Haiger Ortsteil Langenaubach
Gemeinde Hohenahr Ortsteil Erda
Stadt Dillenburg Ortsteil Manderbach
Stadt Wetzlar Ortsteil Nauborn
Stadt Wetzlar
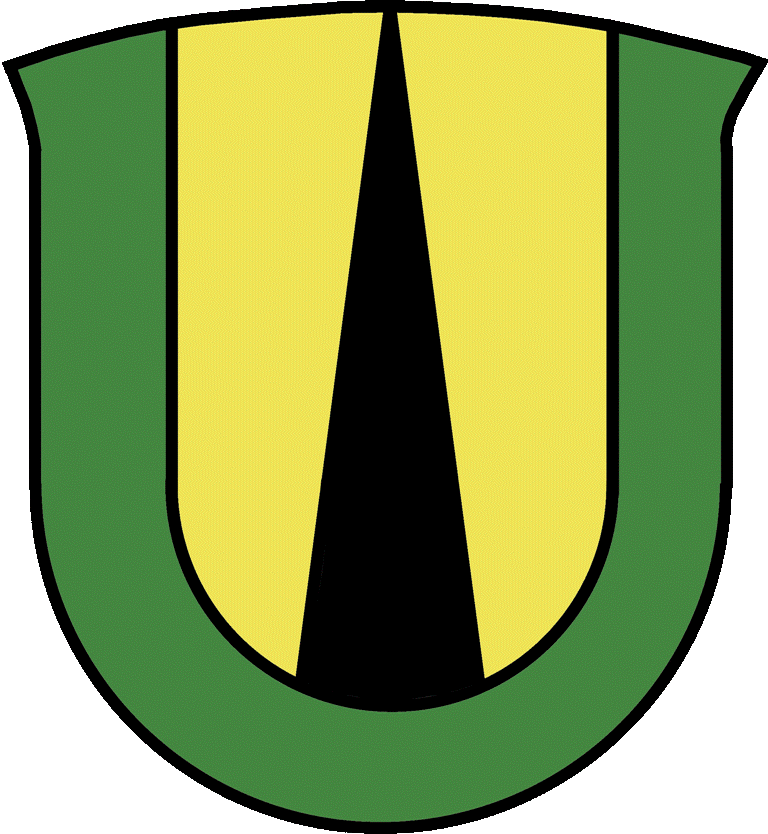
Stadt Haiger Ortsteil Langenaubach
Ortsteil Naunheim
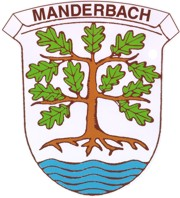
Stadt Dillenburg Ortsteil Niederscheld
Stadt Wetzlar Ortsteil Nauborn
Stadt Wetzlar Ortsteil Naunheim
Stadt Dillenburg Ortsteil Niederscheld
Gemeinde Bischoffen Ortsteil Niederweidbach
Stadt Solms Ortsteil Oberndorf
Gemeinde Bischoffen Ortsteil Oberweidbach
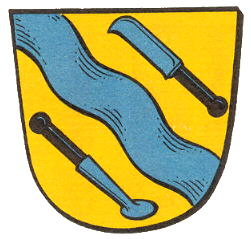
Stadt Haiger Ortsteil Offdilln
Gemeinde Mittenaar Ortsteil Offenbach
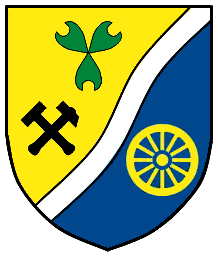
Stadt Haiger Ortsteil Sechshelden
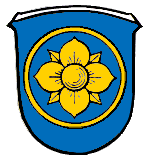
Stadt Haiger Ortsteil Seelbach
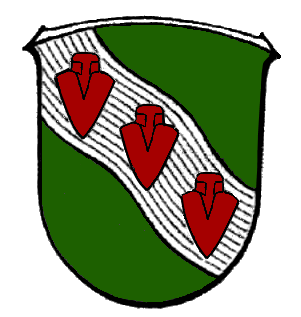
Stadt Haiger Ortsteil Rodenbach
Gemeinde Bischoffen Ortsteil Roßbach
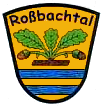
Gemeinde Roßbachtal
Gemeinde Bischoffen Ortsteil Wilsbach
Gemeinde Bischoffen Ortsteil Niederweidbach
Stadt Solms Ortsteil Oberndorf
Gemeinde Bischoffen
Ortsteil Oberweidbach
- Stadt Haiger
Ortsteil Offdilln
Gemeinde Mittenaar
Ortsteil Offenbach
- Stadt Haiger
Ortsteil Sechshelden
- Stadt Haiger
Ortsteil Seelbach
- Stadt Haiger
Ortsteil Rodenbach
Gemeinde Bischoffen
Ortsteil Roßbach
Gemeinde Roßbachtal
Stadt Haiger
Stadt Herborn
Gemeinde Bischoffen
Gemeinde Hüttenberg
Gemeinde Lahnau
Stadt Leun
Gemeinde Mittenaar
Gemeinde Schöffengrund
Gemeinde Siegbach
Gemeinde Sinn
Stadt Solms
Gemeinde Waldsolms
Ortsteil Wilsbach